# Teodor Dadźbog Karnkowski
Teodor Dadźbog Karnkowski (ur. w 1573, zm. w 1617) – polski dworzanin królewski, rotmistrz, wojewoda.

## Życiorys
Był dworzaninem królewskim Zygmunta III, rotmistrzem królewskim. W 1604 został starostą bobrownickim, a później odolanowskim. W 1614 został wojewodą dorpackim.